# Roland Juno-6
Le Juno 6 est un synthétiseur analogique polyphonique créé par la société Roland en 1982. Il est le premier modèle d'une série du même nom.
Les sons sont directement modifiables par les boutons du panneau de contrôle. 
Il n'y avait pas de moyen de sauvegarder les sons ainsi créés.
Concurrent malheureux du Korg Polysix, il a été rapidement remplacé par le Juno-60, possédant des mémoires, puis par le Juno-106 doté d'une prise MIDI.

## Spécifications techniques
- Polyphonie : 6 voix[1]
- Multitimbralité : 1
- Oscillateurs : 6 (1 par voix), avec 3 formes d'ondes mixables (pulsation, dents de scie, carré)
- Filtres : 1 passe-haut non résonnant et un passe-bas résonnant à 24 dB/octave
- Amplitude : niveau, ADSR classique ou gate
- LFO : 1 seul, réglage du taux et du delay
- Mémoires : aucune
- Contrôles : entrée pour le filtre et horloge pour l'arpégiateur
- Clavier : 61 touches
- Effet intégré : chorus à 2 niveaux
- Prix original : 7 990 FF